# Ripsima
Ripsima (in armeno Հռիփսիմե?, Hṙipʿsimē; ... – circa 290) fu una vergine che subì il martirio in Armenia, ed è venerata come santa da diverse Chiese cristiane. La sua tomba si trova nella chiesa di Santa Ripsima a Echmiadzin.

## Agiografie

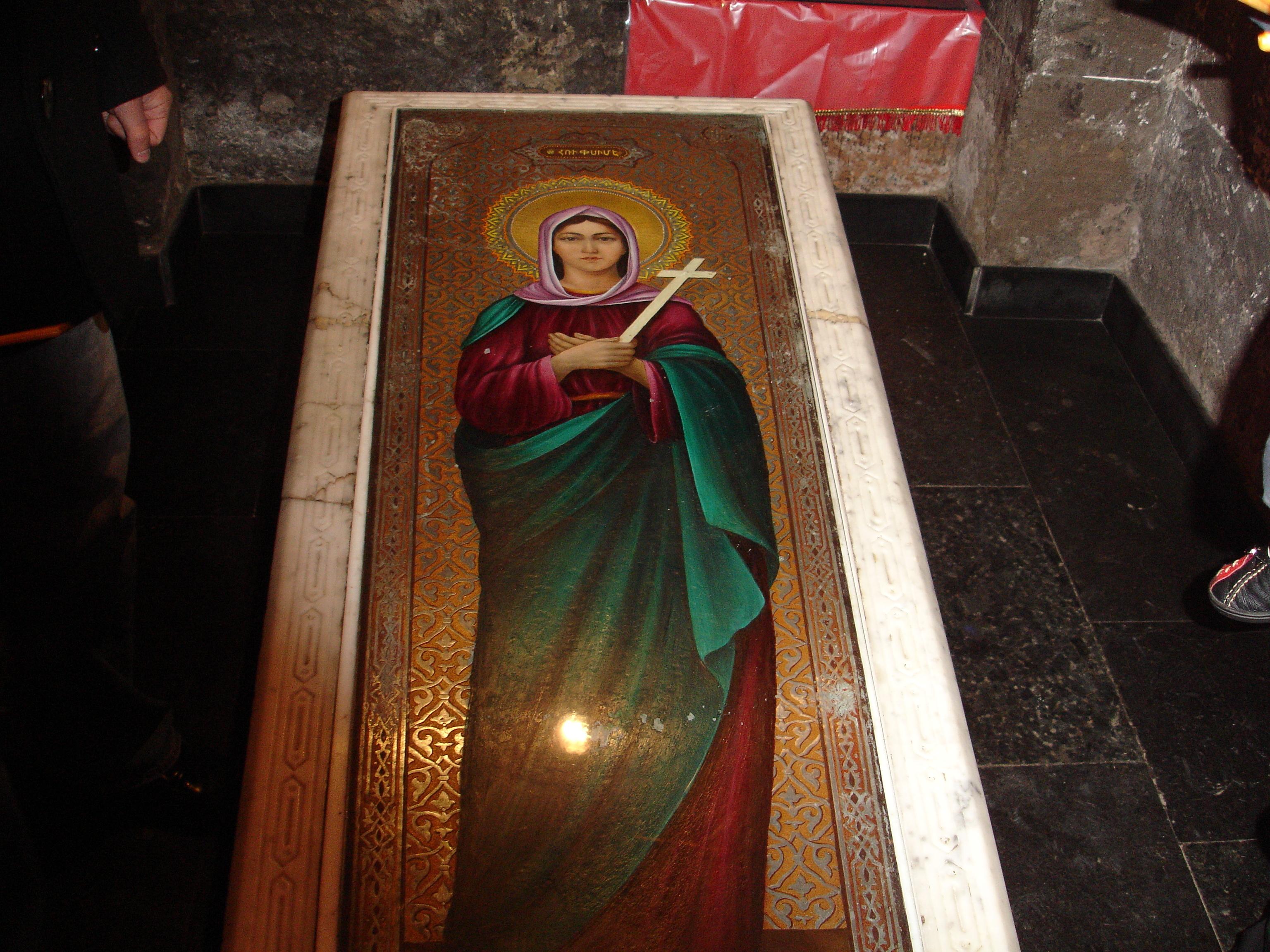
La tomba della santa nella chiesa di Santa Ripsima a Echmiadzin

Le informazioni certe sulla vita di Ripsima sono scarsissime; è appurato che venne martirizzata insieme ad altre compagne a Vagharshapat, e assieme a loro è considerata protomartire d'Armenia.
Col tempo, sono state scritte diverse agiografie fantasiose sulla storia di Ripsima, che viene narrata generalmente come segue: Ripsima sarebbe stata una giovane nobildonna romana, rinomata per la propria straordinaria bellezza, che viveva in una comunità monastica femminile guidata da una donna di nome Gaiana. Per sfuggire alle mire dell'imperatore Diocleziano (o Massenzio), tutte queste donne fuggirono da Roma, riparando in Armenia dopo essere transitate per l'Egitto, la Palestina e la Siria; l'imperatore contattò quindi Tiridate III, re d'Armenia, chiedendogli di rimandare indietro Ripsima o di sposarla lui stesso.

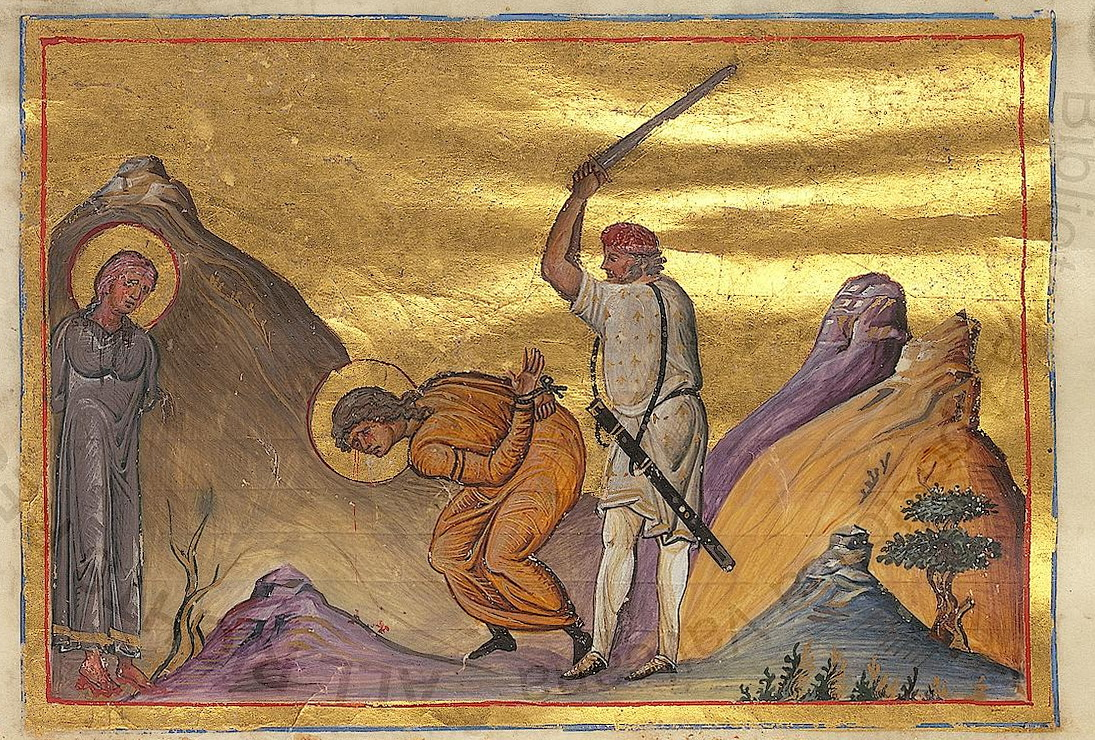
Il martirio di Ripsima e Gaiana in un'illustrazione tratta dal menologio di Basilio II

Tiridate la fece cercare dai suoi servi che, una volta trovatala, le intimarono di sottomettersi al volere del re; Ripsima dichiarò invece che lei e le sue compagne erano già sposate con Cristo e che quindi non potevano prendere un altro marito sulla terra; dal cielo si udì quindi una voce che disse a Ripsima: "Sii coraggiosa e non avere paura, perché Io sono con te". Infuriato, Tiridate la diede ai torturatori, che le strapparono la lingua, le aprirono lo stomaco, l'accecarono e quindi la uccisero: ispirate da lei, Gaiana e altre due donne scelsero di seguire la stessa sorte, mentre tutte le altre vergini vennero passate a fil di spada, e i loro corpi gettati alle bestie. Secondo altre versioni, invece, Tiridate portò Ripsima a palazzo, dove lei si rifiutò di sposarlo; il re fece allora condurre a corte Gaiana perché la persuadesse, ma questa la esortò invece a rimanere fedele a Cristo. Tiridate fece quindi imprigionare Gaiana con altre due discepole, mentre Ripsima tornava a ricongiungersi con le altre compagne; il re diede quindi l'ordine di giustiziare Gaiana, considerandola responsabile, ma i servi, avendo capito male, trucidarono invece Ripsima e tutte le altre che erano con lei. Venutolo a sapere, Tiridate venne preso da una grande tristezza, e fece uccidere anche Gaiana e le altre due donne che erano in prigione. Alcune versioni affermano che della comunità monastica facesse parte anche santa Nino che, unica superstite, riparò in Georgia.
Come punizione per i loro misfatti, Tiridate e i suoi servitori vennero tormentati dai demòni e, impazziti, fuggirono nelle foreste come animali selvatici. Il re venne più tardi guarito dall'intervento di san Gregorio Illuminatore.